# 卡比希巴什

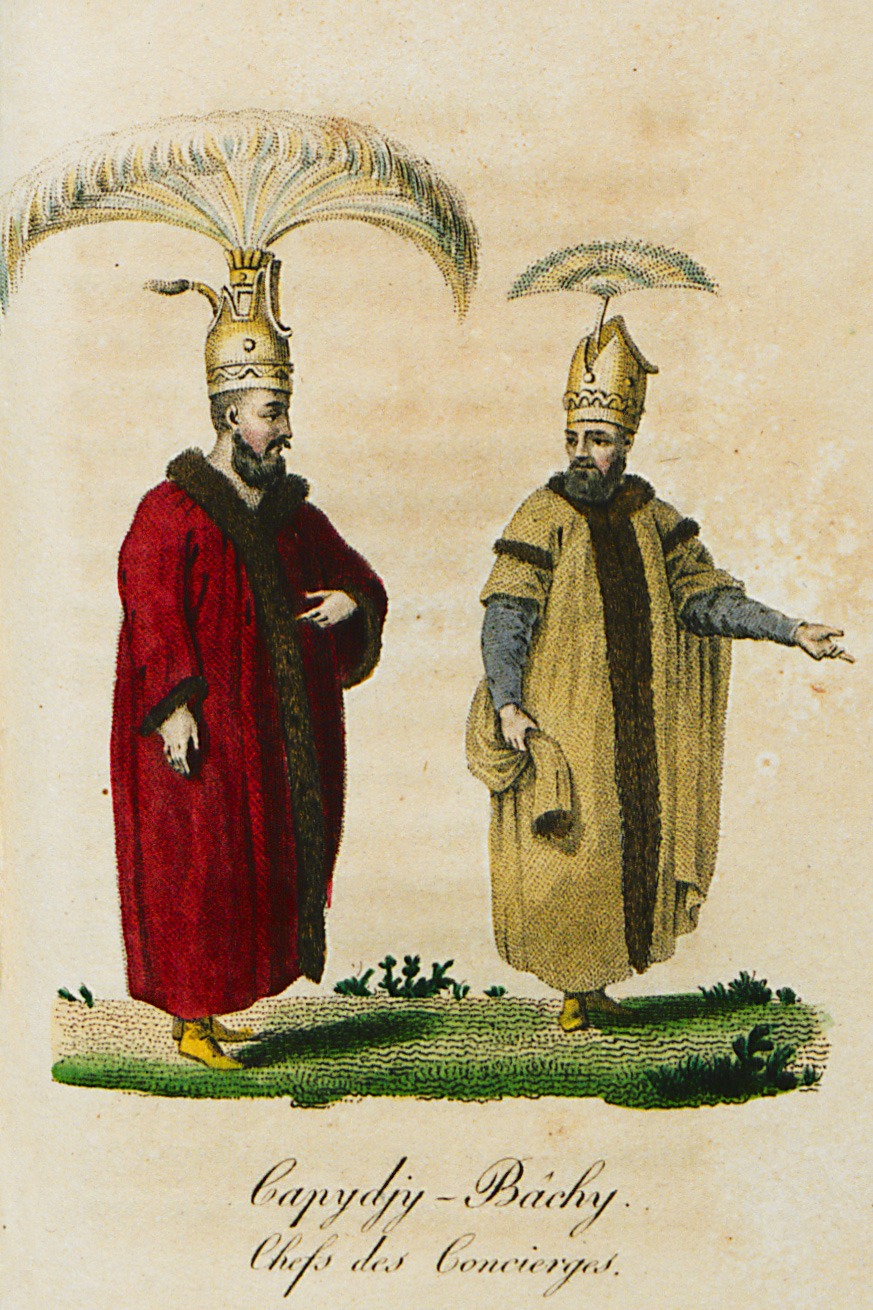
安托萬·洛朗·卡斯特拉 (Antoine-Laurent Castella) 1812 年的作品中描繪了兩名卡比希巴什。

卡比希巴什（Kapıcıbaşı），是奧斯曼帝國宮廷守衛首領的頭銜。
在奧斯曼帝國的早期階段，只有一個單一的卡比希巴什，隨著時間的推移而成倍增加，在18世紀有大約150個同時擁有者。
卡比希巴什負責監督宮廷守衛工作(kapıcılar)，傳遞信息和命令，並執行帝國會議命令。